# 蒋向前
蒋向前（1955年—），华中科技大学机械科学与工程学院教授。中华人民共和国教育部第二批“长江学者”特聘教授、2012年当选为英国皇家工程院院士。承担多个重点学术科研项目、是包括国际生产工程学会在内的中国境内外多个学会成员、发表数百篇论文、获得多个奖项。1995年获原华中理工大学（现华中科技大学）机械科学与工程学院博士学位、曾在英国伦敦城市大学从事博士后研究。